# Rafael Janini Janini
Rafael Janini Janini (Tarragona,  1866 - Valencia, 1948) fue un agrónomo y botánico español.
Destacó por su labor para mejorar la riqueza agrícola y forestal y erradicar la plaga de la filoxera. Avanzado a su época en cuanto al ecologismo y la defensa del medio ambiente dirigió la Estación de Ampelografía Americana de Valencia y la Estación de Viticultura y Enología de Requena (1919-1924). 
Precisamente en la localidad de Requena hay un busto en su recuerdo, obra del escultor Marcos Díaz Pintado, y desde 1960 una calle de Valencia lleva también su nombre.
Distinguido con la Gran Cruz de la Orden civil del Mérito Agrícola (1911) se jubiló en 1933.
A él se le debe el primer tratado español dedicado a dar a conocer y fomentar los árboles monumentales, titulado Algunos árboles y arbustos viejos de la provincia de Valencia publicado en 1914.
En 2013 la Diputación de Valencia adquirió 23 placas fotográficas positivas originales, de gran valor histórico y documental.